# Alliance démocratique et patriotique du Kurdistan
L'Alliance démocratique et patriotique du Kurdistan est une coalition du Parti démocratique du Kurdistan dirigé par  Massoud Barzani et de l'Union patriotique du Kurdistan dirigée par Jalal Talabani pour les élections de l'Assemblée constituante de janvier 2005. La liste obtient la deuxième place avec 25,76% des voix et 75 sièges. 